# Enric Milà i Defaus
Enric Milà i Defaus (Martorelles, 1920) va ser empresari agrícola i alcalde de Martorelles del 1952 al 1965.
Enric Milà va ser pagès i avicultor. Fill de Joan Milà i Oliveres, que havia presidit l'ajuntament de Martorelles entre els anys 1934 i 1936, el 3 de juliol del 1952 va ser elegit alcalde de la població, càrrec que conservà fins al 21 de maig del 1965. Malgrat l'ambient imperant a l'època, i les pressions oficials de les autoritats, no volgué formar part de la FET y de las JONS, com hagués estat usual en un alcalde. Durant el seu mandat aconseguí la instal·lació d'aigua corrent a les cases del poble, no sense constants disputes amb el Govern Civil.
Restablerta la democràcia, ha militat en CDC i ha estat associat d'Òmnium Cultural, la Joventut sardanista de Martorelles, el Club de Futbol Martorelles i l'Escola Orfeònica de Martorelles.